# Друга громадянська війна (комікс)
«Друга громадянська війна» (англ. Civil War II) — кросоверна сюжетна подія, опублікована компанією Marvel Comics у 2016 році. Її вихід розпочався в червні того ж року. Ця історія є прямим продовженням події «Громадянської війни» (2006) і включає однойменну мінісерію з дев’яти випусків, автором якої виступив сценарист Браян Майкл Бендіс, а художниками — Девід Маркес і Джастін Понсор. Окрім основної серії, до кросоверу входять численні супровідні випуски. Сюжетна лінія виступає алегорією протистояння детермінізму та свободи волі і розгортається навколо конфлікту між двома групами супергероїв, очолюваними Капітаном Марвел та Залізною людиною. Причиною протистояння стає поява нової надлюдини — Улісса, наділеного здатністю передбачати майбутнє. Дебют серії було приурочено до виходу фільму студії Marvel Studios «Перший месник: Протистояння» (2016).
Події основного кросоверу були попереджені серією коміксів під загальною назвою «Дорога до Другої громадянської війни». До складу також увійшли кілька нових обмежених серій, зокрема: Civil War II: Amazing Spider-Man, Civil War II: Choosing Sides, Civil War II: Gods of War, Civil War II: Kingpin, Civil War II: Ulysses та Civil War II: X-Men, а також ваншоти Civil War II: The Accused і Civil War II: The Fallen, поряд із численними випусками постійних серій. Завершенням історії став ваншот Civil War II: The Oath.
Кросовер отримав змішані відгуки критиків, а його продажі, попри початково високі показники у червні 2016 року, демонстрували поступове зниження до грудня, коли серія завершилась. Наслідки подій цього сюжету стали основою для нового статус-кво у Всесвіті Marvel, що був представлений у подальшій сюжетній лінії «Розділені ми стоїмо» (англ. Divided We Stand), яка вийшла в межах ініціативи перезапуску Marvel NOW! 2016 року.

## Історія публікації
У грудні 2015 року Marvel Comics анонсувала кросовер «Друга громадянська війна», над яким працювали сценарист Браян Майкл Бендіс, художник Девід Маркес, колорист Джастін Понсор і редактор Том Бревурт. Серія стартувала в червні 2016 року і стала продовженням «Громадянської війни» (2006), де протистояли Залізна людина та Капітан Америка в суперечці про національну безпеку й громадянські свободи. Бендіс погодився писати сиквел лише після відмови оригінальних авторів Марка Міллара та Стіва Макнівена. Ідея кросоверу виникла під час редакційної наради. Редактор Аксель Алонсо зазначив, що планування зайняло лише 3–4 місяці, аби встигнути до прем’єри фільму «Перший месник: Протистояння» («Капітан Америка: Громадянська війна») у травні 2016 року. Перші сюжетні натяки на «Другу громадянську війну» з’явилися у другому томі The Invincible Iron Man, також написаному Бендісом.
У березні 2016 року Marvel оголосила склади протиборчих фракцій і нові спінофи: Civil War II: Amazing Spider-Man (автори — Крістос Ґейдж, Тревел Форман) і Civil War II: X-Men (Каллен Банн, Андреа Брокардо). Банн розповів, що сюжет обертається довкола нової сили Улісса, надлюдини, яка, на думку Магнето, загрожує мутантам; він намагається заволодіти цією силою, що призводить до конфлікту з надлюдьми. У серії про Людину-павука йдеться про спроби героя допомогти новій надлюдині відповідально використовувати дар передбачення майбутнього. Також було анонсовано Civil War II: Choosing Sides (антологія з сюжетною лінією за участі Ніка Ф'юрі) і Civil War II: Gods of War, де головним героєм є Геркулес, який не підтримує жодну зі сторін конфлікту. Крім того, Marvel оголосила десять супровідних серій, серед яких All-New Wolverine, Deadpool, Ms. Marvel, Uncanny Inhumans тощо.
У квітні з’явився анонс Civil War II: Kingpin (Метью Розенберґ, Рікардо Лопес Ортіс), де показано, як Фіск намагається скористатися конфліктом заради власної вигоди. У травні 2016 вийшли приквели — випуск Free Comic Book Day (Бендіс, Джим Чен) і випуск #0 (Бендіс, Олів’є Койпель). Також було анонсовано серію Civil War II: Ulysses (Ал Юінґ, Джефте Пало), присвячену тренуванню Улісса у Храмі мудрості під керівництвом Карнака. Наступного місяця Алонсо заявив, що наслідки подій встановлять новий статус-кво в рамках ініціативи Divided We Stand і перезапуску Marvel NOW! 2016 року.
У липні Marvel анонсувала ваншоти Civil War II: The Accused, The Fallen і The Oath. Перший із них зосереджений на судовій справі Соколиного ока, який убив Галка; прокурором виступає Шибайголова. The Fallen показує похорон Галка, а The Oath є епілогом до історії, де Залізна людина і Капітан Марвел звертаються до Стіва Роджерса.
У серпні Бендіс повідомив, що випуск #5 було затримано через народження дитини у Маркеса, а Marvel подовжила серію до восьми випусків. Завершення серії відбулося у грудні 2016 року.

## Сюжет
Студент Університету штату Огайо Улісс Кейн зазнає впливу Теригенового туману, внаслідок чого набуває здібностей надлюдини. Після мутації він переживає видіння майбутнього, де світ опиняється в дистопічному стані.
За кілька тижнів надлюди допомагають Месникам зупинити вторгнення Целестіального Руйнівника. Дізнавшись, що Улісс передбачив напад, Залізна людина висловлює протест щодо використання його здібностей для запобігання злочинам і залишає команду. Через три тижні у битві з Таносом гине Воєнна машина, а Жінка-Галк отримує смертельні поранення. Дізнавшись, що бій стався завдяки передбаченню Улісса, Тоні Старк клянеться не допустити подальшого використання його сили. Перед зупинкою серця Жінка-Галк просить Капітан Марвел боротися за майбутнє.
Старк викрадає Улісса з Нового Аттілана, провокуючи напад надлюдей на Вежу Старка, який зупиняють Месники. Домовившись про спільну розмову, герої вирушають на таємну базу, де Старк досліджує Улісса. Під час конфронтації Улісс бачить у видінні, як Галк вбиває Месників. Капітан Марвел прибуває до лабораторії Брюса Беннера, колишнього Галка, та виводить його назовні, де чекають Месники. Під час напруженої розмови Соколине око вбиває Беннера пострілом і потрапляє під арешт. На суді Клінт Бартон свідчить, що Беннер раніше просив його вбити себе у разі втрати контролю. Після виправдання Бартона Старк заявляє, що сила Улісса базується на ймовірності, а не на достовірному передбаченні. Капітан Марвел це не зупиняє, і вона продовжує справу проти агента Гідри.
У штабі Альтимейтс відбувається протистояння: команді Керол протистоять Месники Старка і мутанти Магнето. Капітан Марвел викликає Вартових галактики як підкріплення. Під час битви надлюди приходять на допомогу Керол, а Улісс бачить у видінні, як Майлз Моралес вбиває Стіва Роджерса. Капітан Марвел заарештовує Майлза, але Роджерс дозволяє тому вирішити самому, й той іде. Коли агентка Гілл наказує заарештувати команду Старка, Доктор Стрендж телепортує її до сховку Ніка Ф'юрі. Молоді герої вирушають знайти Майлза першими. Тим часом Гілл дізнається, що Майлз перебуває біля Капітолію — місця з видіння Улісса. Улісс бачить майбутнє, де зустрічає старого Росомаху, який каже, що надлюди залишили Землю через те, що Старк «зайшов надто далеко». Повернувшись, Улісс попереджає Медузу про загрозу.
Роджерс розмовляє з Майлзом біля Капітолію, намагаючись зрозуміти суть видіння. Коли Капітан Марвел намагається затримати Майлза, Старк атакує її. Медуза попереджає інших про небезпеку, однак бій не вдається зупинити. Після того як Керол завдає Старку вирішального удару, Улісс бачить численні варіанти майбутнього. До нього приходить Вічність і бере Улісса як нового космічного провидця. Згодом Капітан Марвел зустрічається з Президентом США, який доручає їй керувати спільнотою супергероїв і надає необмежені ресурси.

## Випуски

### Пролог
- All-New Wolverine #8–9
- Invincible Iron Man #7–11
- Ms. Marvel #7
- Ultimates #7

### Головна серія
- Free Comic Book Day 2016 (Civil War II)
- Civil War II #0–8

### Супровідні випуски
- Civil War II: The Accused #1
- Civil War II: Amazing Spider-Man #1–4
- Civil War II: Choosing Sides #1–6
- Civil War II: The Fallen #1
- Civil War II: Gods of War #1–4
- Civil War II: Kingpin #1–4
- Civil War II: The Oath #1
- Civil War II: Ulysses #1–3
- Civil War II: X-Men #1–4
- A-Force #8–10
- Agents of S.H.I.E.L.D. #7–10
- All-New All Different Avengers #13–15
- All-New Wolverine #10–12
- Captain America: Sam Wilson #10–13
- Captain America: Steve Rogers #4–6
- Captain Marvel #6–10
- Deadpool #14–18
- Guardians of the Galaxy #11–13
- International Iron Man #4
- Invincible Iron Man #12–14
- Mockingbird #6–8
- Ms. Marvel #8–11
- New Avengers #12–17
- Nova #8–9
- Patsy Walker AKA Hellcat! #8
- Power Man and Iron Fist #6–9
- Rocket Raccoon & Groot #8–10
- Scarlet Witch #9
- Spider-Man #6–10
- Spider-Man 2099 #13–16
- Spider-Woman #9–11
- Squadron Supreme #9–12
- Thunderbolts #5
- Totally Awesome Hulk #7–12
- Ultimates #8–12
- Uncanny Avengers #13–14
- Uncanny Inhumans #11–14
- Venom: Space Knight #11–12

## Сприйняття

### Огляди
| Оцінки             | Оцінки             | Оцінки             |
| Comic Book Roundup | Comic Book Roundup | Comic Book Roundup |
| Випуск             | Рейтинг            | Огляди             |
| ------------------ | ------------------ | ------------------ |
| 0                  | 7.3/10             | 23                 |
| 1                  | 7.3/10             | 26                 |
| 2                  | 6.0/10             | 26                 |
| 3                  | 6.3/10             | 23                 |
| 4                  | 5.7/10             | 20                 |
| 5                  | 5.7/10             | 19                 |
| 6                  | 5.8/10             | 17                 |
| 7                  | 6.3/10             | 15                 |
| 8                  | 5.0/10             | 20                 |

Згідно з агрегатором Comic Book Roundup, випуск #0 отримав середню оцінку 7,3/10 на основі 23 рецензій. CBR оцінив випуск у 4 з 5 зірок, відзначивши, що номер виконує функцію вступу, не будучи нудним, хоча Залізна людина в ньому відсутній. IGN дав 8.3/10, назвавши випуск «переконливим прологом», що окреслює конфлікт і позиції сторін. Newsarama оцінив на 8/10, зазначивши, що комікс приємно дивує, попри незначні сюжетні вади.
Випуск #1 отримав ту ж середню оцінку — 7,3/10 (26 рецензій). CBR похвалив його як «вдалий початок серії», що інтегрує попередній матеріал. Водночас IGN поставив 7.1/10, вказавши на брак несподіванок і слабке емоційне залучення в порівнянні з оригінальною Civil War. Newsarama дав 7/10, критикуючи надто швидке розділення героїв на табори без достатньої мотивації.
Випуск #2 мав середній бал 6.0/10 (26 рецензій). IGN — 6.5/10, зауваживши, що історія досі «на ранній стадії» і більше схожа на конфлікт із Тоні Старком, аніж на справжню «громадянську війну». Newsarama — лише 3/10, розкритикувавши відсутність тематики та драматизму оригіналу.
Випуск #3 — середня оцінка 6.3/10 (23 рецензії). IGN дав 5.1/10, відзначивши гарну графіку, але надмір діалогів і повільний розвиток сюжету. Newsarama — 6/10, назвав випуск посереднім.
Випуск #4 отримав 5.7/10 (20 рецензій). IGN — 7.3/10 за динаміку і візуал, але з критикою характеризації. Newsarama поставив 3/10, назвавши кросовер розчаруванням на півдорозі.
Випуск #5 — 5.7/10 (19 рецензій). IGN дав 4.4/10 за зайвий акцент на битві без драматизму і слабкий сюжетний поворот. Newsarama оцінив на 8/10, похваливши видовищність, попри сюжетні вади.
Випуск #6 — 5.8/10 (17 рецензій). IGN — 6.3/10, зафіксувавши слабку динаміку і втрату зацікавленості. Newsarama знову поставив 3/10, нарікаючи на безглузде затягування конфлікту.
Випуск #7 — 6.3/10 (15 рецензій). IGN — 7.8/10, назвавши його «одним із кращих», попри загальне розчарування. Newsarama дав 6/10, розкритикувавши надумані моменти та невиразність подій.
Фінальний випуск #8 отримав 5.0/10 (20 рецензій). IGN — 5.3/10, зазначивши слабке завершення й емоційну порожнечу фінальної битви. Newsarama — 3/10, висміяв фінал як невдалий і надміру покладений на «deus ex machina» з боку «космічної сили», втрачаючи вагу й значущість подій.

### Продажі
| Орієнтовна кількість примірників, проданих у перший місяць після виходу кожного випуску. |
|                                                                                          |
| Кількість примірників з точністю до тисячі                                               |

У травні 2016 року Civil War II #0 розійшовся накладом приблизно 177,283 примірників, ставши другим за продажами коміксом місяця після DC Universe: Rebirth #1. Через високий попит Marvel оголосила про додатковий наклад ще до офіційного релізу — 5 травня, за 13 днів до початку продажу. У червні випуск #1 став найпродаванішим коміксом місяця з орієнтовним накладом 381,737 примірників, тоді як #2 посів п’яте місце з 148,403 примірниками. У серпні #3 посів четверте місце з 176,876 проданими копіями, а #4 — сьоме місце з 126,865 копіями. У вересні #5 стартував на четвертому місці з 120,208 примірників. У жовтні #6 був сьомим з 118,625 копіями. У листопаді #7 посів третє місце з 116,446 проданими копіями. Завершальний випуск #8, що вийшов у грудні, дебютував на шостому місці з накладом 105,658 примірників.